# 春風亭柳語楼
春風亭 柳語楼（しゅんぷうてい りゅうごろう、1891年（明治24年）1月26日 - 1954年（昭和29年）2月16日）は、落語家。本名∶中村 菊次郎。

## 来歴・人物
出身地不明、1910年5月、3代目柳家小さんに入門し本名を1字取って柳家小ぎく、1917年ころに4代目春風亭柳枝門下となり春風亭さん枝、1921年に6代目春風亭柳枝門下で春風亭柳語楼となった。
柳語楼はほとんど端席やどさ廻りが多く若手・中堅時代ははっきりしない、真打昇進記録も残っていない。一時、海老一菊寿朗の名で太神楽の海老一菊蔵の後見をしていたこともある。後年は6代目春風亭柳橋の番頭格のような形で細々と出番に出ていた。3代目桂三木助は戦後6代目柳橋門下だったころに年始正月の準備で6代目柳橋の自宅を訪れると柳語楼も元気に手伝いに来ていたという。8代目都家歌六は3代目三木助門下で前座をしていたころに「たらちね」の障りの部分を稽古つけてもらっている。